# Pražský INFO kanál
Pražský INFO kanál (nebo též Pražský Infokanál, do roku 1993 vysílaný pod obecným názvem INFO-KANÁL) byl lokální kabelový informační televizní kanál vysílající v pražských kabelových sítích Codis, Dattel a Innet (původní provozovatel kanálu). Ty byly později sloučené do jedné společnosti Dattelkabel. Programový obsah tvořily videotextové i klasické pořady vysílané nepřetržitě 24 hodin denně. Od 1. ledna 2000 bylo vysílání nahrazeno novým infokanálem TV Metropol, jehož vysílání i nadále zajišťovala společnost Dattelkabel.

## Historie

### 1992–1994: První roky vysílání
Vysílání prvního pražského infokanálu (tenkrát ještě pod názvem INFO-KANÁL) bylo zahájeno na konci roku 1992 pražskou kabelovou společností Innet, avšak dostupnost tohoto programu byla již od počátku také v kabelových sítích Codis a Dattel, působících v oblastech Prahy 4 (sídliště Novodvorská, Modřany, Krč a Pankrác) a Prahy 5 (Velká Ohrada, Butovice, Stodůlky, Lužiny a Barrandov) pro zhruba 12 000 domácností. Vzhledem k tomu, že budování kabelové sítě ještě pokračovalo, postupně se pokrytí domácností rozšiřovalo. Provozovatel kanálu, společnost Innet, věřila že se v budoucnu rozšíří pokrytí signálem městského kanálu prostřednictvím kabelových sítí také za hranice Prahy. Programový obsah tvořily zvláštní informační a reklamní pořady vysílané textovou i obrazovou formou se zvukem. Od počátku byl dostupný také teletext. 
V polovině roku přešel vysílatel na pevné programové schéma, aby tak vyšel vstříc svým divákům a umožnil jim sledování pouze těch pořadů, které je nejvíce zajímají. I přes lokální charakter programu a relativně vysoký počet zákazníků všech tří kabelových sítí, byl ještě v roce 1994 kanál silně ztrátový. Náklady na jeho vysílání byly částečně dotovány z příjmu podnikatelské inzerce. Soukromá inzerce byla ještě v roce 1994 nabízena bezplatně. 
Ve spolupráci s Finančním úřadem Prahy 4 byl od 15. května 1993 každý všední den v 9 a 16 hodin odvysílán instruktážní pořad na téma Jak vyplňovat daňová přiznání, jehož vysílání bylo provázeno zaměstnancem výše zmíněného úřadu. 
Od 16. srpna 1993 došlo k drobným změnám programového schématu a mnohé pořady pokračovaly s upravenými názvy. Poprvé se objevil pořad Cestujeme a soutěžíme s PRAŽSKÝM INFOKANÁLEM. Výraznější proměnou programového schématu prošel Infokanál počátkem roku 1994, kdy přibyly nové pořady Počasí, Čas pro policii, Nezapomeňte na noviny!, Časopisy lákají, Co kde levně nakoupíte, Společenská kronika, Kam v Praze, Praha v noci, VIDEOČAS – TOP TEN VIDEO, Finanční noviny, Inzerce pro Vás, Hledáte zaměstnání? a další. Naopak bylo ukončeno vysílání pořadů Cestujeme a soutěžíme s PRAŽSKÝM INFOKANÁLEM, Pražská informační služba a Přehled tisku s Večerníkem Praha , zbývající pořady získaly nové názvy a poprvé začal Pražský INFO kanál v úterý a čtvrtek ve 20:30 hodin uvádět filmy, zejména americké produkce, a také pořady americké televizní stanice WorldNet. 
Licenci na vysílání Pražského Infokanálu, v kabelových sítích Codis a Dattel, získala společnost Innet teprve až 23. února 1995.  

### 1995–1997: Získání vysílací licence a pokus o Magistrátní kanál
Po dohodě Rady ČR pro rozhlasové a televizní vysílání s Magistrátem hlavního města Prahy bylo v lednu 1995 vyhlášeno licenční řízení na provoz magistrátního kanálu v kabelových sítích na území Prahy, Prahy-východ a Prahy-západ. Dne 10. ledna 1995 se konalo předběžné i veřejné slyšení s dvěma žadateli, mezi nimiž byl provozovatel Pražského INFO kanálu, společnost Innet s.r.o., a společnost Kabel Plus Praha, a.s.. Držitel licence měl za úkol zřídit program ve všech kabelových sítích ve městě a okolí, denně poskytnout městu bezplatně až 5 hodin vysílacího času a zajistit odbavení programu. Držitel licence měl program přizpůsobit Praze a postupně zajistit přístup veřejnosti do éteru. Vysílání nového magistrátního kanálu měly finančně zajistit jednotlivý provozovatelé pražských kabelových sítí v proporci určené Radou. Licenci na provoz tohoto kanálu však nakonec získala 30. ledna 1995 společnost Kabel Plus Praha.  
V roce 1995 došlo k přejmenování pořadu Vysílá Codis / Dattel / Innet na Studio Regio, aby o rok později změnil název ještě jednou na Codis, Dattel a Innet informují.... Jeho délka se zkrátila a začal se vysílat každou celou hodinu, kdy nahradil takzvaný úvodník. Ten se od roku 1994 označoval pod názvem Znělka infokanálu. 
Od roku 1996 byl Pražský INFO kanál nově šířen na sedmém kanále kabelových televizí Codis, Dattel a Innet. 
V témže roce se v každé půl hodině, s výjimkou času vyhrazeného pro vysílání filmu, začal vysílat hudební klip. Svou premiéru měly také pořady Vaříme s Pražským Infokanálem, Obvodní úřady se přejmenovaly na Radnice informují a začal se vysílat blok upoutávek na prémiové kabelové kanály HBO, Max1 a SuperMax. Na své si přišly i dospělí diváci s erotickým pořadem Erotika... vysílaného po 23 hodině.
Když se 15. září 1996 objevila v nabídkách pražských kabelových televizí Codis, Dattel a Innet středoevropská verze filmového kanálu FilmNet, krátce na to zareagoval Pražský INFO kanál rozšířením vysílání upoutávek o tuto stanici. 
Ke konci roku 1996 měly premiéru nové pořady Videoseznamka, Teletržnice a Jak se točil film..., které nahradily dosavadní vysílání filmů. Poslední dva zmíněné pořady zmizely z programu v prvním čtvrtletí roku 1997. 
Od 21. dubna 1997 bylo ve všední dny od 16 hodin do půlnoci a o víkendech od 10 hodin do půlnoci zahájeno zkušební vysílání hudebního televizního kanálu TV Galaxie s krátkými vstupy Infokanálu v 16:25, 19:15, 22:00 a 23:40 hodin. Zároveň k tomuto datu skončilo vysílání pořadů Videoseznamka, Teletržnice a Jak se točil film....
Dne 1. října 1997 došlo k úpravě programového schématu Pražského INFO kanálu. Televizní kanál TV Galaxie byl od tohoto data šířen již od 9 do 0:30 hodin nově s Pražským zpravodajstvím v 19:15, reprízovaného druhý den v 9:05, a s pravidelnými vstupy Infokanálu. Videotextové vysílání bylo nově ozvučeno vysíláním Rádia Country a vstupem americké rozhlasové stanice Hlas Ameriky (Voice of America) v 5:30 hodin.
Od 11. listopadu téhož roku došlo k omezení přenosu vysílání TV Galaxie, která nově vysílala od 9 do 11:30 hodin, od 13 do 15 hodin a od 16 hodin do půlnoci.

### 1998–2000: Vznik společnosti Dattelkabel
V únoru 1998 bylo na frekvencích Pražského INFO kanálu zastaveno šíření televizního kanálu TV Galaxie a bylo opět zavedeno celodenní programové schéma. Zvukový vstup Hlasu Ameriky byl rozšířen a nově si jej bylo možné poslechnout v 5:30 a 12:30 hodin (v říjnu byl čas změněn na 21. hodinu).
V souvislosti se spojením původně samostatných společností Innet, Codis a Dattel do jednoho celku s názvem Dattelkabel, došlo v dubnu 1998 k přejmenování úvodního pořadu na Dattelkabel informuje.... O měsíc později byl spuštěn nový pořad o bydlení s názvem Střecha nad hlavou.
Od Nového roku 2000 bylo vysílání nahrazeno novým infokanálem s názvem TV Metropol, jehož vysílatelem byl, jako doposud, Dattelkabel .

## Dostupnost

### Kabelová televize
- Codis, kanál 6 (1992–1996), kanál 7 (1996–1997)
- Dattel, kanál 6 (1992–1996), kanál 7 (1996–1997)
- Innet, kanál 6 (1992–1996), kanál 7 (1996–1997)
- Dattelkabel, kanál 7 (od roku 1996)

## Televizní pořady
- 1993 Cestujeme a soutěžíme s PRAŽSKÝM INFOKANÁLEM – Soutěž s CK Codis-tour se sídlem v Praze a Litoměřicích o délce 30 minut.
- 1993 Obvodní úřad (ještě v téže roce pod názvem Obvodní úřady informují) – délka: 30 minut
- 1993 Podnikatelská inzerce – délka: 30 a 60 minut
- 1993–1997 Pražská Informační Služba (od 16.8.1993 jako Pražská informační služba, později zahrnuta do rubriky Kam v Praze za kulturou) – délka: 30 minut
- 1993 Přehled tisku (od 16.8.1993 jako Přehled denního tisku) – délka: 30 a 60 minut
- 1993 Přehled tisku s Večerníkem Praha (od 16.8.1993 jako Přehled denního tisku s Večerníkem Praha a dostupný i v 30 minutové verzi) – délka: 60 minut
- 1993 Soukromá inzerce (od 16.8.1993 jako Soukromá inzerce a soutěže) – délka: 30 minut
- 1993 Úvodník Infokanálu – úvodní šesti minutový blok vysílaný každou celou hodinu.
- 1993 Vysílá Codis, Dattel, Innet (od 16.8.1993 jako Vysílání firem CODIS, DATTEL, INNET a dostupná i 30 minutová verze) – délka: 60 minut
- 1993 Vysílá INFOKANÁL + zpravodajství (od 16.8.1993 jako Vysílání PRAŽSKÉHO INFOKANÁLU + zpravodajství) – programový blok vysílaný od 17:00 do 7:30 hodin tvořený zpravodajstvím a dalšími videotextovými informacemi.
- 1993 Zpravodajství
- 1994–1999 Co kde levně nakoupíte – obsahoval rubriku Co dnes nebo zítra na oběd
- 1994 Čas pro policii – blok obsahující mj.informace o průjezdnosti Prahou, dopravní situaci MHD, uzávěrkách a čištění ulic.
- 1994 Časopisy lákají – přehled periodického tisku o délkách 30 a 60 minut.
- 1994 Finanční noviny – ekonomické informace Lidových novin, burzovní zprávy, kurzovní lístky, Podniky se představují.
- 1994 Hledáte zaměstnání? – délka: 30 minut
- 1994–1999 Inzerce pro Vás – soukromá inzerce
- 1994 Kam v Praze – Videotextový pořad o stopáži 30 minut zobrazující program kina, zábavy, premiéry nových filmů, kam na večeři, vycházku, divadla, galerie, na jaký koncert
- 1994 Nezapomeňte na noviny!
- 1994 Obvodní úřady (též Čas pro obvodní úřady) – Půl hodinka aktuálních informací z regionů, úřední hodiny a adresy, obecní úřady, policie, školské úřady, nemocnice, polikliniky, soukromí lékaři, pasy a víza, občanské průkazy, soudy, zdravotnická zařízení, telefonní spojení na hasiče a záchrannou službu, pohotovost, poruchy, benzinové stanice, tísňová volání, privatizace objektů, podmínky pro získání daňového přiznání, občanství ČR, pasu, občanského průkazu atp.
- 1994 Počasí – videotextový blok obsahující informace o počasí, rozptylových podmínkách a stavu ozónu.
- 1994 Podnikatelé nabízejí – podnikatelská inzerce
- 1994 Praha v noci – pražské noční kluby a salony
- 1994–1999 Společenská kronika – videotextový blok zahrnující blahopřání k narozeninám, kondolence, vzkazy a přání, a seznamovací inzeráty. Od roku 1995 také Horoskop na týden s časopisem Story.
- 1994 Soukromá inzerce
- 1994 Večerník Praha vychází – přehled denního ttisku + Večerník Praha.
- 1994–1997 VIDEOČAS (později Videočas) – Filmové ukázky distributorů videokazet. Délka: 60 minut.
- 1994 TOP TEN VIDEO – Žebříček deseti nejpopulárnějších filmů v půjčovnách videokazet.  Délka: 60 minut.
- 1994 Vysílá Codis / Datel / Innet – Vysílání z regionů o délce 60 minut.
- 1994 Znělka infokanálu – Úvodní deseti minutový blok vysílaný každou celou hodinu.
- 1995 Burza práce – Nabídka zaměstnání v Praze.
- 1995 Kolem světa s ČTK – Přehled tisku.
- 1995–1997 Studio Regio (později jen Regio)
- 1996–1998 Codis, Dattel a Innet informují... – Deseti minutový blok opakovaný každou celou hodinu.
- 1996 Jak se točil film...
- 1996–1997 Co vysílá FilmNet – Ukázky z vysílání středoevropské verze filmového kanálu FilmNet.
- 1996–1999 Časopisy nabízejí
- 1996–1999 Dopravní informace
- 1996–1997 Erotika... (později jen Erotika)
- 1996–1999 Kam v Praze za kulturou – Programy kin, divadel, koncertů a dalších kulturních zařízení v Praze.
- 1996–1997 Mobilní komunikace
- 1996–1999 Radnice informují – Nejnovější informace z radnic Prahy 4, 12 a 13.
- 1996 Teletržnice
- 1996–1999 Vaříme s Pražským Infokanálem (i Vaříme s Infokanálem)
- 1996–1997 Videoseznamka
- 1996–1997 Vysílá HBO + MAX (krátce na to přejmenován na Co vysílá HBO, Max a SuperMax) – Jedna hodina ukázek z vysílání prémiových kabelových stanic HBO, Max1 a SuperMax.
- 1997–1999 Co vysílá a připravuje HBO, Max1 a SuperMax
- 1997–1999 Programové schéma
- 1997–1999 Rozdělení kanálů TV a Radia
- 1998–1999 Dattelkabel informuje...
- 1998–1999 Střecha nad hlavou – Televizní pořad o bydlení.

## Filmy a seriály

### Seriály
- 1994 Na návštěvě WORLD NET: Ekonomika USA (Economics U$A) – 28 dílný seriál z produkce americké televize WorldNet.

### Filmy
- 1994 Andělské oči (Angel Eyes)
- 1994 Blázni v kempu (Heavy Metal Summer)
- 1994 Brutalitou ke slávě (Brutal Glory)
- 1994 Fatální střetnutí (Fatal Encounter)
- 1994 Iberský kříž (Cruz de Iberia, La)
- 1994 Karate polda (Karate Cop)
- 1994 Kdo zabíjí nevinné manekýnky (Dead Women in Lingerie)
- 1994 Kočky na obzoru (Babes Ahoy)
- 1994 Letní příběh (Summer Story)
- 1994 Pěna zabiják (The Stuff)
- 1994 Přístav zločinu (Ritmo del silenzio, Il)
- 1994 Psí vojáci (Who'll Stop the Rain)
- 1994 Rozum, tělo a duše (Mind, Body & Soul)
- 1994 Smrtonosná iluze (Deadly Illusion)
- 1994 Vlk džungle (Jungle Wolf)
- 1994 Vlk džungle 2 (Jungle Wolf II: Return Fire)
- 1994 Vlk džungle 3: Zapomenutý voják (Jungle Wolf III: Forgotten Warrior)
- 1994 Vojáci bez viny (Soldiers of innocence)
- 1994 Vražedné sekundy (Punch the Clock)
- 1994 Záhadný ostrov (Bikini Island)
- 1994 Znovu objeven (Zapped Again!)
- 1994 Žádné tajemství (No Secrets)
- 1996 Bílý duch (White Ghost)
- 1996 Černá pěst (Black Fist)
- 1996 Flashdance (Flashdance)
- 1996 Kovový surf
- 1996 Krvavá stopa (Sex Crimes)
- 1996 Mejdan na pláži (Meatballs III: Summer Job)
- 1996 Muž s mečem (The Swordsman)
- 1996 Nebezpečná hra – austrálský thriller
- 1996 Nesen větrem (Windrider)
- 1996 Rodný syn (Native Son)
- 1996 V zákulisí mocných (The Imagemaker)